# 카린 도어
카린 도어(독일어: Karin Dor, 1938년 2월 22일 ~ 2017년 11월 6일)는 독일의 배우이다.

## 출연 작품

### 영화
- 《라스트 왈츠》 (1953)
- 《아이 뉴 허 웰》 (1965)
- 《더 스파이 위드 텐 페이스》 (1966)
- 《킬러 카니발》(1966)
- 《니벨룽겐 : 크림힐드의 복수》 (1967)
- 《007 두 번 산다》(1967) 본드걸 헬가 브란트 역
- 《토파즈》 (1969) 후아니타 역
- 《혹성 우모루 206호》(1970)
- 《썬더버드 작전》 (1977)
- 《요한 스트라우스》 (1986)
- 《나는 또 다른 여자다》 (2006)